# Francesco Canova da Milano
Pour les articles homonymes, voir Francesco da Milano et Canova.
Francesco Canova dit Francesco da Milano (né le 18 août 1497 à Monza et mort le 2 janvier 1543 (ou le 15 avril) à Milan) était un luthiste et compositeur italien du début du XVIe siècle.

## Biographie
Francesco Canova est né à Monza, dans les faubourgs de Milan, d'un père musicien, Benedetto Canova. L'éducation musicale de Francesco est confiée à Giovanni Angelo Testagrossa (en) de Mantoue, luthiste de Béatrice et Isabelle d'Este, et qui fut sans doute le maître d'Albert de Rippe, autre virtuose de l'instrument, luthiste à la cour de France entre 1528 et 1551. 
Vers 1510, Francesco da Milano entra au service du duc François de Gonzague à Mantoue. 
Après 1530, on le retrouve à Rome, à la cour du cardinal Hippolyte de Médicis. Il entre ensuite à la chapelle du pape Paul III en 1535 et reste probablement de façon permanente à la chapelle papale, jusqu'à sa mort.
En 1535, il est à Rome, à la fois luthiste et violiste du cardinal Alexandre Farnese. 
En 1538, il accompagne le pape Paul III à Nice où a lieu la rencontre de Charles Quint et François Ier. 
Francesco da Milano est l'auteur d'au moins 140 tablatures. Il existe une vingtaine de sources manuscrites et une quarantaine de sources imprimées en Italie, en France, en Allemagne, en Espagne, aux Pays-Bas ainsi qu'en Suisse. Il reste connu surtout pour ses transcriptions de chansons (une quarantaine), notamment celles des grandes fresques de Clément Janequin comme la Bataille de Marignan ou le Chant des Oiseaux, de Claudin de Sermisy (1490-1562), Loyset Compère (1445-1518), Jean Richafort, de Jean Mouton (v.1459-1522) et de bien d'autres. Il publia sept livres de tablatures publiés à Venise entre 1536 et 1548 chez l'éditeur Marcolini. Aucune partition autographe n'a été trouvée. 
Il fut certainement le plus grand compositeur et luthiste italien du début du XVIe siècle, bien que son œuvre soit moindre en nombre que celle de Albert de Rippe. De son vivant, il fut reconnu dans l'Europe entière, et surnommé « Il divino » (le divin) par son éditeur Francesco Marcolini (de) en 1536. Son nom apparaît dans les sources les plus diverses comme celui du luthiste idéal, comme son rival Albert de Rippe, l'un des premiers grands virtuoses connu internationalement. Sa renommée fut encore plus grande après sa mort. Parmi ses disciples figure Giovanni Maria da Crema. 
Pontus de Tyard, un humaniste français, lui rend l'un des plus beaux hommages dans son Solitaire second ou Prose de la musique publié à Lyon chez J. de Tournes, 1555 (texte respectant la vieille orthographe originale) :

« Monsieur de Vintimille qui, séjournant à Milan fut apelé à un festin somptueus & manifique, fait en faveur d'une plus illustre compagnie de la cité, & en maison de mesme estofe : ou entre autres plaisirs de rares choses assemblées pour le contentement de ces personnes choisies, se rencontra Francesco di Milan, homme que lon tient avoir ateint le but (s'il se peut) de la perfeccion à bien toucher un lut. Les tables levées il en prent un & comme pour tater les acors, se met pres d'un bout de table, à rechercher une fantaisie. Il n'ut esmu l'air de trois prinçades[sic.], qu'il ront les discours commencez entre les uns & les autres, & les ayant contreint tourner visage, la part ou il estoit, continue avec si ravissante industrie, que peu à peu faisant par une sienne divine façon de toucher, mourir les co[r]des sous ses dois, il transporte tous ceus qui l'escoutoient, en une si gracieuses melancolie, que l'un, apuiant sa teste en la main soutenue du coude : l'autre, estendu de ses membres : qui, d'une bouche entr'ouverte & des yeux plus qu'à demi desclos, se clouent (ust on jugé) aus cordes, & qui d'un menton tombé sur la poitrine, desguisant son visage de la triste taciturnité qu'on vit onques, demeuroient privez de tout sentiment, hormis de l'ouïe, comme si l'ame ayant abandonné tous les sieges sensibles se fut retirée au bord des oreilles, pour jouir plus à son aise de si ravissante symphonie : & croy (disoit Monsieur de Vintimille) qu'encor y [fussions] nous, si lui mesmes, ne say je comment se ravissant, n'ust resuscité les cordes, & de peu à peu envigourant d'une douce force son jeu, nous ust remis l'ame & les sentiments, au lieu d'ou il les avait derobez : non sans laisser autant d'estonnement à chacun de nous, que si nous fussions relevez d'un transport ectastiq de quelques divine fureur. »

— Cet extrait a été enregistré par l'ensemble Le Ridotto et se trouve ici
Le tombeau de Francesco da Milano est érigé à Santa Maria della Scala à Milan, le 15 avril 1543, jusqu'à la destruction de l'église, remplacé par le célèbre théâtre de la Scala en 1778.

## Œuvres
Livres classés chronologiquement :
- Intabolatura de liuto de diversi, con la Battaglia, et altre cose bellissime, di Messer Francesco da Milano (Venise, Francesco Marcolini, 1536) ;
- Intabolatura de lauto de Francesco da Milano, con la Canzon de li Uccelli, la Bataglia francese et altre cose... Libro primo (Venise, Antonio Gardano, 1546) ;
- Intabolatura de lauto di Francesco da Milano, De motetti recercari e canzoni francese... Libro secondo (Venise, Antonio Gardano, 1546) ;
- Intabolatura di lauto del divino Francesco da Milano, et dell'eccellente Pietro Paulo Borrono da Milano..., opera nuova, e perfettissima sopra qualunque altra intabolatura. Libro secondo (Venise, 1546) ;
- Intabolatura de lauto di Messer Francesco Milanese et Messer Pierino Fiorentino suo discipulo di recercate madrigali, e canzone francese... Libro terzo (Venise, Antonio Gardano, 1547) ;
- Intabolatura de lautto libro settimo. Ricercari novi del divino Messer Francesco da Milano. Estratti da li soi propri esemplari li quali non sono mai più stati visti ne stampati. Aggiontovi alcuni altri recercari di Julio da Modena, intabulati e acomodati... da Jovanni Maria da Crema (Venise, Giorolamo Scotto, 1548) ;
- La intabolatura de lauto de diversi autori. Di Francesco da Milano; di Alberto da Mantoa; di Marco da Laquila etc. ... con alcune padouane, et saltarelli novi... (Venise, Girolamo Scotto, 1563).

L'œuvre connue sous le nom Canzona de Francesco da Milano est en réalité une création du compositeur Vladimir Vavilov (1925-1973).

## Éditions
- The Lute Music of Francesco Canova da Milano (1493-1543), 2 volumes - éd. Arthur J. Ness, Harvard University Press, Cambridge, Massachusetts, 1970.
- Francesco Canova da Milano, Œuvres complètes pour luth, 2 volumes - éd. en partition moderne de Ruggero Chiesa (1933-1993) chez Suvini Zerboni, Milan 1971-72.

## Discographie
- Intabolatura da leuto del divino Francesco da Milano - Paul O'Dette, Astrée/Auvidis E 7705 (1986), enregistré en 1985
- Tsiporah Meiran, Francesco da Milano : Research for lute, Band of Hippies (2010), enregistré sur instrument historique
- Duo Imbesi Zangarà, Francesco da Milano Complete Duets Original works and Joanne Matelart’s Arrangements players Carmelo Imbesi e Carmen Zangarà, Classical Music 3.0, 2021
- Duo Imbesi Zangarà, Francesco da Milano Fantasia a due Liuti from Castelfranco Veneto Manuscript, Single Track, players Carmelo Imbesi e Carmen Zangarà, Classical Music 3.0, 2024